# Consoante rótica
Na fonética, consoantes róticas, ou "como sons de R", são consoantes líquidas que são tradicionalmente representados ortograficamente por símbolos derivadas do grego, sendo a letra rô, incluindo ⟨R⟩, ⟨⟨r⟩ no latim e ⟨⟨Р⟩, ⟨⟨p⟩ no alfabeto Cirílico. Eles são transcritas para o Alfabeto Fonético Internacional da seguinte forma: ⟨⟨R⟩, ⟨⟨r⟩: [r], [ɾ], [ɹ], [ɻ], [ʀ], [ʁ], [ɽ], e [ɺ].
Esta classe de sons é difícil caracterizar foneticamente, a partir de um ponto de vista fonético, não há uma única correlação articulatória comum para consoantes róticas. Consoantes róticas tem sido encontradas para a realização de funções fonológicas semelhantes ou de determinados recursos fonológicos semelhantes em diferentes idiomas. Sendo "R" é um conceito fonêmico fugaz e ambíguo e os mesmos sons que funcionam como róticos em alguns sistemas podem participar com fricativas, semivogais ou até mesmo paradas glotais em outros Por exemplo, "tt" em inglês americano, a palavra "better" (do inglês: melhor) muitas vezes é pronunciado como um tap alveolar, uma consoante róticas em muitas outras línguas.
Alguns idiomas possuem variedades róticas e não róticas, que diferem na incidência de consoantes róticas.

## Tipos
|             | Alveolar | Pós-Alveolar | Uvular |
| ----------- | -------- | ------------ | ------ |
| Vibrante    | r        |              | ʀ      |
| Tap ou Flap | ɾ        | ɽ            |        |
| Aproximante | ɹ        | ɻ            | ʁ      |
| Lateral     | ɺ        |              |        |

## Características
Na transcrição ampla, os róticos são geralmente simbolizados como /r/, a menos que haja dois ou mais tipos de rótico na mesma língua; por exemplo, a maioria das línguas aborígines australianas, que contrastam aproximante [ɻ] e vibrante  [r], usam os símbolos r e rr, respectivamente. O IPA tem um conjunto completo de símbolos diferentes que podem ser usados sempre que for necessária mais precisão fonética: um r girado 180°  [ɹ] para o aproximante alveolar, um R maiúsculo [ʀ] para o trinado uvular e um maiúsculo minúsculo invertido R [ʁ] para a fricativa uvular sonora ou aproximante.
O fato de os sons convencionalmente classificados como "róticos" variarem muito no lugar e na forma de articulação, e também em suas características acústicas, levou vários linguistas a investigar o que, se é que há algo, eles têm em comum que justifique agrupá-los.
Uma sugestão que foi feita é que cada partícula da classe dos róticos compartilha certas propriedades com outras partículas da classe, mas não necessariamente as mesmas propriedades com todos; neste caso, os róticos têm uma "semelhança de família" uns com os outros, em vez de um conjunto estrito de propriedades compartilhadas. Outra sugestão é que os róticos são definidos por seu comportamento na hierarquia de sonoridade, ou seja, que um rótico é qualquer som que se padroniza como sendo mais sonoro que uma consoante lateral, mas menos sonoro que uma vogal. O potencial de variação dentro da classe dos róticos os torna uma área popular para pesquisa em sociolinguística.

## Róticos e roticidade nas línguas do mundo

### Inglês
Na língua inglesa contém variedade róticas e não-róticas. Falantes róticos pronunciam um /r/ histórico em todas as instâncias, enquanto falantes não-róticos apenas pronunciam /r/ antes ou entre vogais.

### Português
Em alguns dialetos do português brasileiro, o fonema /r/ é não pronunciado ou aspirado. Isto ocorre com mais frequência com verbos no infinitivo, no qual é sempre indicada pela letra ao /r/ ao final da palavra. Em alguns estados, todavia, acontece mais frequentemente por qualquer /r/ quando precedido de uma consoante.

### Francês
O ⟨r⟩ final geralmente não é pronunciado em palavras que terminam em ⟨-er⟩. O R em parce que ("porque") não é pronunciado na fala informal.

### Espanhol
Entre os dialetos espanhóis, espanhol andaluz, espanhol caribenho (descendente e ainda muito semelhante ao andaluz e espanhol canário), castúo (o dialeto espanhol da Extremadura), norte espanhol colombiano (em cidades como Cartagena, Montería, San Andrés e Santa Marta, mas não Barranquilla, que é principalmente rótico) e o dialeto argentino falado na Província de Tucumán pode ter um final de palavra não pronunciado /r/, especialmente em infinitivos, o que reflete a situação em alguns dialetos do português brasileiro. No entanto, nas formas caribenhas das Antilhas, o final da palavra [r] em infinitivos e não-infinitivos geralmente está em variação livre com o final da palavra [l], que pode ser lateralizado para [j], formando um ditongo decrescente com a vogal precedente (como em dar [daj] 'dar').

### Chinês
Os sotaques do chinês do norte, centrados em torno de Pequim, são bem conhecidos por terem erhua, que pode ser traduzido como "R-talk". Isso normalmente acontece no final das palavras, principalmente aquelas que terminam com o som -n/-ng. Portanto, um chinês do sul pode dizer yī diǎn (一点) ("um pouco"), mas um pequinês diria mais como [(j)i tʲɚ] que em Pinyin às vezes é traduzido como yī diǎnr para mostrar se a palavra pode ser rotacizada. O som "R" final é fortemente pronunciado, não muito diferente dos sotaques irlandeses ou americanos.

### Turco
No turco de Istanbul, /r/ é sempre pronunciado, exceto no discurso coloquial para o sufixo do tempo presente contínuo yor como em gidiyor ('indo') ou yazıyordum ('Eu estava escrevendo') e bir ('um') quando usado como um adjetivo/quantificador (mas não outros números contendo esta palavra, como on bir ('onze')). Nesses casos, a vogal anterior não é alongada. A desvantagem de descartar /r/ pode ser explicada com pares mínimos, como çaldı ('roubou') versus çaldır (imperativo de 'tocar'). Em algumas partes da Turquia, como Kastamonu, a sílaba final /r/ quase nunca é pronunciada: gidiya em vez de gidiyor ("ela /ele vai") e gide ao invés de gider ("ela/ele vai"). Em gide, o "e" é alongado e pronunciado um pouco entre e e a.

### Curdo
O sotaque shikaki do dialeto curmânji do curdo não é rótico: a aba pós-vocálica "r" não é pronunciada ao contrário do trinado "R". Quando "r" é omitido, ocorre o alongamento compensatório da vogal anterior:
- sar ("frio") é pronunciado /saː/
- torr ("net") é pronunciado /tor/ (com um r trinado)

O shikaki retém sílabas morfológicas em vez de sílabas fonológicas na pronúncia não rótica.

### Tailandês
L e R são usados intercambiavelmente no tailandês. Isto é, os falantes de tailandês geralmente trocam um R (ร) por um L (ล) e quando eles ouvem um fonema L (ล) ele podem escrever a letra correspondente ao fonema de R (ร).